# Maqsat Ayazbajev
Maqsat Muchtaruli Ayazbajev (Kazachs: Мақсат Мұхтарұлы Аязбаев) (Baktybay, 27 januari 1992) is een Kazachs wielrenner die anno 2018 rijdt voor Apple Team. Tot 2014 kwam hij uit voor de opleidingsploeg van Astana: Continental Team Astana.

## Belangrijkste overwinningen
2010
1e etappe Giro della Lunigiana
Eindklassement Giro della Lunigiana
2012
Eindklassement Ronde van Bulgarije
2013
Trofeo Internazionale Bastianelli

## Resultaten in voornaamste wedstrijden
| Jaar | Ronde van Vlaanderen | Parijs-Roubaix |
| ---- | -------------------- | -------------- |
| 2015 | 130e                 | opgave         |
| 2016 |                      | opgave         |

## Ploegen
- 2012 –  Continental Team Astana
- 2013 –  Continental Team Astana
- 2014 –  Continental Team Astana
- 2014 –  Astana Pro Team (stagiair vanaf 1-8)
- 2015 –  Astana Pro Team
- 2016 –  Astana Pro Team
- 2017 –  Keyi Look Cycling Team
- 2018 –  Apple Team

Axmetov · Ayazbajev · Benfatto · Bïjigitov · Davïdenok · Fedosejev · Gackïy · Galejev · Ïşanov · Koelimbetov · Majdos · Okïşev · Panassenko · Pernebekov · Qojatajev · Rive · Scartezzini · Semenov · Şemyakïn
Agnoli · Aru · Božič · Brajkovič · Dyaçenko · Fominykh · Fuglsang · Gasparotto · Gavazzi · Groezdev · Guardini · Guarnieri · Hryvko · Huffman · V.Iglinski · M.Iglinski · Kamışev · Kangert · Kessiakoff · Landa · Loetsenko · Moeravjov · Nibali · Scarponi · Tiralongo · Tlewbajev · Vanotti · Westra · Zejts · Ayazbajev (stagiair) · Davïdenok (stagiair) · Qojatajev (stagiair)
Agnoli · Aru · Ayazbajev · Boom · Božič · Cataldo · De Vreese · Dyaçenko · Fominykh · Fuglsang · Groezdev · Guardini · Hryvko · Kamışev · Kangert · Landa · Loetsenko · López · Malacarne · Nibali · Qojatajev · Rosa · Sánchez · Scarponi · Taaramäe · Tiralongo · Tlewbajev · Vanotti · Westra · Zejts
Agnoli · Aru · Ayazbajev · Boom · Capecchi · Cataldo · De Vreese · Fominykh · Fuglsang · Groezdev · Guardini · Hryvko · Kamışev · Kangert · Loetsenko · López · Malacarne · Nibali · Ömirzaqov · Qojatajev · Rosa · Sánchez · Scarponi · Smukulis · Tiralongo · Tlewbajev · Vanotti · Westra · Zacharov · Zejts · Bïjigitov (stagiair) · Koelimbetov (stagiair)
Adïlov · Ayazbajev · Davïdenok · Fedosejev · Galejev · Gackïy · Gladïlïn · Gorbwşïn · Lavrentev · Lwkyanov · Rïve · Şşerbïnïn · Wsmanov · Zaycev · Zemlyakov